# Timor-Leste Petroleum Fund

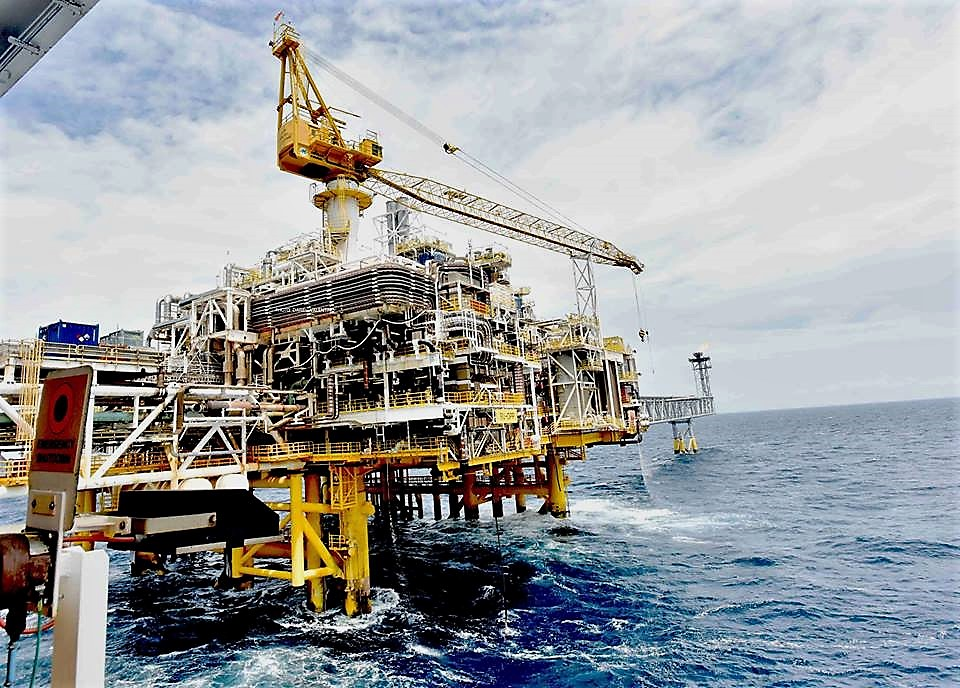
Förderplattform im Feld Bayu Undan in der Timorsee (2019)

Der Timor-Leste Petroleum Fund (portugiesisch Fundo petrolífero de Timor-Leste, tetum Fundu Petroliferu Timor-Leste) ist ein Staatsfonds, in den die osttimoresische Regierung den durch die Erdöl- und Gaseinnahmen Osttimors erwirtschafteten Überschuss einzahlt. Die Verwaltung des Fonds obliegt der Abteilung für die Verwaltung des Erdölfonds (PFAU) des Finanzministeriums Osttimors.
Der Fonds hat die Santiago-Prinzipien für bewährte Verfahren zur Verwaltung von Staatsfonds unterzeichnet und ist dem Internationalen Forum der Staatsfonds beigetreten. Der Fonds veröffentlicht nun regelmäßig, wie er die von diesen Verbänden vertretenen Prinzipien anwendet und umsetzt und wie er sie in seine Governance-Verfahren integriert.
Bis heute hat das Land die Erlöse aus seinen Offshore-Öl- und Gasfeldern in seinem Erdölfonds gehortet, der mittlerweile über 18 Milliarden US-Dollar verfügt, was etwa dem Zehnfachen des jährlichen Bruttoinlandsprodukts der timoresischen Wirtschaft entspricht. Während die meisten Länder, die von Rohstoffbooms profitierten, ihre Reichtümer verloren haben, gelang es Osttimor, seinen vor zwei Jahrzehnten gegründeten Staatsfonds zu einem der größten im Verhältnis zur Wirtschaftsgröße auszubauen. Und das auf einem deutlich niedrigeren Entwicklungsstand als andere Länder, wie beispielsweise Katar und Bahrain.

## Geschichte

### 2004 bis 2010
Der Erdölfonds wurde eingerichtet, um der verfassungsrechtlichen Anforderung des Artikels 139 der Verfassung der Republik nachzukommen. Dieser schreibt eine faire und gerechte Nutzung der natürlichen Ressourcen im Einklang mit den nationalen Interessen vor und sieht vor, dass die Einnahmen aus der Ausbeutung dieser Ressourcen zur Bildung einer obligatorischen Finanzreserve führen sollen.
Im Oktober 2004 wurde vom Finanzministerium zunächst eine öffentliche Konsultation für ein Konzept zur Einrichtung des Erdölfonds durchgeführt. Gespräche und Anhörungen in Regierung und Parlament führten schließlich im Juli 2005 zur einstimmigen Verabschiedung des Erdölgesetzes (Gesetz Nr. 9/2005). Dieses legte mit Gültigkeit ab dem 3. August 2005 die Grundlagen für den Erdölfond. Mit dem Gesetz Nr. 12/2011 vom 28. September 2011 erfolgte eine Änderung.
Am 22. September 2005 wurde offiziell die Einrichtung des Fonds mit einem Anfangsbestand von 205 Mio. US-Dollar verkündet. Ende 2006 nahmen die gewählten Vertreter der Zivilgesellschaft erstmals ihre Arbeit im Beirat des Erdölfonds (PFCC, Konselhu Konsultativu Fundu Petroleum KKFP) auf. Zu ihnen gehörten der ehemalige Premierminister Marí Alkatiri, die NGO-Vertreter Thomas Freitas (Luta Hamutuk) und Maria Dias (Rede Feto), die Parlamentsvertreter Antero Benedito da Silva und Nuno Rodrigues. Vom Staatspräsidenten in den Beirat entsandt wurden Francisco da Costa Monteiro und Aurelio Guterres. Vertreter der Wirtschaft wurde Oscar Lima und der Kirchenvertreter war Pastor Francisco Vasconcelos.
Erstmals wurde am 21. März 2007 mit 120 Mio. US-Dollar Geld aus dem Fonds entnommen und an den Verwaltungshaushalt der Regierung überwiesen. Zwei weitere Abhebungen in Höhe von insgesamt 140,07 Mio. US-Dollar erfolgten im Mai und Juni. Der größte Teil dieses Geldes wurde jedoch nicht ausgegeben, sondern von der Regierung in Banken und Anlagen außerhalb des Fonds gehalten. Von Ende 2006 bis Ende Juni 2007 stieg das staatliche Vermögen auf dem Konto der Bank- und Zahlungsverkehrsbehörde (Autoridade Bankaria no Pagamentu ABP) von 56,1 Mio. US-Dollar auf 248,0 Mio. US-Dollar.  Der Erdölfonds hatte Ende Juni 2007 einen Marktwert von 1,394.2 Milliarden US-Dollar.
Im Oktober 2007 verabschiedete das Parlament einen Übergangshaushalt, in dem 40 Mio. US-Dollar aus dem Erdölfonds einflossen. Eigentlich fordert das Gesetz zum Erdölfonds, dass vor der Verabschiedung eines Haushalts eine geprüfte Schätzung über die Nachhaltigkeit der Einnahmen erfolgen und der PFCC konsultiert werden muss. Das unterblieb allerdings. Der PFCC beschwerte sich schriftlich beim Parlament über das Vorgehen.
Bis Ende März 2008 sank der Betrag in der Staatskasse, außerhalb des Erdölfonds, auf 138 Mio. US-Dollar. Mitte 2008 genehmigte das Parlament auf Antrag der Regierung eine Steigerung des Haushalts 2008 um 26 % auf fast 788,3 Mio. US-Dollar. 686,8 Mio. US-Dollar sollten aus dem Erdölfonds entnommen werden, was das geschätzte nachhaltige Erträge (Estimated Sustainable Income ESI) in dem Jahr übertraf. Die Öffentlichkeit, der IWF, die Weltbank, die oppositionelle FRETILIN und der PFCC kritisierten die geplante Entnahme scharf. Im November 2008 bewertete das Tribunal de Recurso de Timor-Leste, das oberste Gericht Osttimors, die Überschreitung des geschätzten nachhaltigen Einkommens als illegal. Sie verstoße gegen den Wortlaut des Erdölfondsgesetzes. 2008 wurden daher nur insgesamt 296 Mio. US-Dollar aus dem Erdölfonds, die das vom Gericht gesetze Limit ausschöpfte. Der Marktwert des Fonds betrug Ende 2008 4,197 Milliarden US-Dollar.
Nach einer Entnahme von 200 Mio. US-Dollar und stark gesunkenen Einnahmen erreichte der Fonds im Juni 2009 einen Marktwert von 4.901.524.889 US-Dollar. Am 25. Juni gab das Finanzministerium bekannt, dass eine Milliarde US-Dolalr aus dem Fonds an die Schweizer Bank für Internationalen Zahlungsausgleich (BIZ) zur Verwaltung überwiesen wurden. 80 % dieser Milliarde sollten in Staatsanleihen der USA und die restlichen 20 % in Staatsanleihen anderer Länder und Währungen, darunter Australien, Japan, der Euro und Pfund Sterling, investiert werden.
Im September 2009 schlug die Asian Champ Investment Ltd (ACI) dem Finanzministerium vor, 1,2 Milliarden US-Dolar aus dem Fonds auf ein gesperrtes Konto der ACI bei der HSBC in Macau zu überweisen. Die Firma ist eine der Hauptverantwortlichen hinter dem Jahre altem Plan für das Fünf-Sterne-Hotel Pelican Paradise in Tasi Tolu. Die ACI wollte das Geld nach einem Jahr mit 7,5 % Zinsen wieder zurückzahlen. Finanzministerin Emília Pires sollte sich innerhalb von 15 Tagen entscheiden. Der von der Ministerin befragte Investitionsbeirat (IAB) sprach sich gegen das Angebot der ACI aus, da direkte Leihgaben von Bargeld im Investitionsplan nicht vorgesehen waren. Genauere Angaben zu den Hintergründen wurden zwar von der Nichtregierungsorganisation La’o Hamutuk bei den Behörden angefragt, aber nie preisgegeben. Die Medien im Land griffen das Thema nie auf, weswegen Angaben auch zu ACI öffentlich nicht bekannt wurden.
Im November 2009 ließ sich die Regierung wieder 312 Mio. US-Dollar aus dem Fonds überweisen. Damit wurde das ESI von 408 Mio. US-Dollar wieder überschritten. Wieder gab es keine Genehmigung dafür Ende 2009 beinhaltete der Erdölfonds 5.376.625.558 US-Dollar. Von Oktober bis Dezember war der Wert wegen der letzten Entnahme das erste Mal gesunken. Außerdem hatte man im letzten Quartal einen Verlust von 5 Mio. US-Dollar auf dem Markt erzielt. Die Inflation von 3 % konnte man so nicht ausgleichen.
Für den Staatshaushalt 2010 genehmigte das Parlament wieder eine Entnahme von 502 Mio. US-Dollar. Von Januar bis März wurden zunächst 100 Mio. US-Dollar entnommen, der Fonds entwickelte sich aber gut, sodass man Ende März 5.787.178.000 US-Dollar im Fonds registrierte. Im zweiten Quartal wurden wieder 100 Millionen US-Dollar und im dritten 175 Milllionen US-Dollar entnommen. Im Juni beantragte die Regierung beim Parlament eine Haushaltanpassung, bei der 811 Mio. US-Dollar aus dem Fonds entnommen werden sollten. Das ESI lag bei 509 Mio. US-Dollar. Der Haushalt wurde am 14. Juli beschlossen und die zusätzlichen 611 Mio. US-Dollar bis zum Jahresende auf das Konto der Regierung überwiesen.
Im September 2010 veröffentlichtete der Investitionsbeirat eine Erklärung zu seinen Grundsätzen, darunter „ein Leitbild, Investitionsziele, Überzeugungen und Grundsätze, die den PFCC bei allen seinen Empfehlungen leiten werden, um seine Aufgaben gemäß dem Gesetz über den Erdölfonds zu erfüllen“. Demnach besteht die Aufgabe des PFCC darin, „den Finanzminister zu beraten, damit die Anlage der Vermögenswerte des Erdölfonds den heutigen und zukünftigen Generationen der Bürger von Timor-Leste zugutekommt, indem der langfristige Wert der Ersparnisse aus den nicht erneuerbaren Ressourcen Timor-Lestes durch eine umsichtige Anlage dieser Ersparnisse maximiert wird“. Am 18. Oktober 2010 wurden 4 % des Erdölfonds (etwa 260 Mio. US-Dollar) dem britischen Unternehmen Schroders Investment Management Ltd zur Verwaltung übertragen. Schroders investierte das Geld in Aktien.
Am 23. Oktober wurde ein Entwurf für eine Überarbeitung des Erdölfondsgesetzes zur Diskussion veröffentlicht. La'o Hamutuk nannte die Vorschläge eine „Schwächung der Regel für nachhaltige Erträge, die Absetzung der Banken- und Zahlungsbehörde als operativer Verwalter und eine Politisierung des Anlageausschusses“.
Im Dezember 2010 zog das Finanzministerium 32 Mio. US-Dollar an ausstehenden Steuern von den Bayu-Undan-Partnern ein, die in den Erdölfonds einflossen. Außerdem wurde der Zeitplan für Überweisungen an den Fonds von der Autoridade Nacional do Petróleo (ANP) geändert, sodass im Dezember zwei Monatszahlungen erfolgten. Obwohl die Renditen der ersten beiden Mopnate von Schroeders positiv war, war das Gesamtergebnis des vierten Quartals 2010 negativ. Dazu kam mit insgesamt 436 Mio. US-Dollar die bisher größte Entnahme. Das Endergebnis für Ende 2010 lag bei einem Fondsvermögen von 6,904 Mio. US-Dollar.

### Ab 2011
Der Staatshaushalt von 2011 wurde zu 91 % aus dem Erdölfonds finanziert. 141 Mio. US-Dollar stammten noch aus Auszahlungen von 2010, die noch nicht ausgegeben waren. Dazu kamen 2011 Entnahmen von 734 Mio. US-Dollar, die mit dem ESI abgedeckt wurden, das aber auf sehr optimistische Schätzungen betreffs des Erdölpreises beruhte und 321 Mio. US-Dollar, die wieder mehr aus dem Fonds entnommen wurden, als das ESI eigentlich zuließ. Finanziert wurde unter anderem das neue Kraftwerk Hera und ein Ausbau des Stromnetzes. Ende 2011 erreichte der Wert des Erdölfonds trotzdem 9.310 Mio. US-Dollar.
Im Juni 2011 verabschiedete das Parlament das neue Erdölfondsgesetz, das dann im September in Kraft trat. Nun war es möglich bis zu 50 % des Fonds in Aktien zu investieren. Bis zu 10 % dienten nun als Sicherheit für Kredite. Dazu kamen weitere Änderungen, die La’o Hamutuk als riskant bewertete. Am 12. Dezember vereinbarten Finanzministerium und die Zentralbank von Osttimor, dass die Bank im kommenden Jahr 9,84 Mio. US-Dollar aus dem Fonds für dessen Verwaltungskosten entnehmen kann.
Bis Dezember 2021 verwaltete der Fonds ein Vermögen von 18,5 Milliarden US-Dollar.
2023 wurde im zweiten Quartalsbericht das Darlehene für die Timor Gap E.P. rückwirkend für 2022 auf 561 Mio. US-Dollar reduziert. Mit den ausstehenden Zinsen hatte Timor Gap Ende Juni 2023 eine Zahlungsverpflichtung von 782,6 Mio. US-Dollar. Ende 2023 betrug der Wert des Erdölfionds 18,25 Milliarden US-Dollar.
Bis 2024 sank die Fördermenge aus dem Bayu-Undan-Feld auf 2 % seiner früheren Kapazitäten. Das Gasfeld wird bald erschöpft sein. Es ist noch immer die einzige Einnahmequelle für den Fonds. Der Betreiber Santos musste Mitte September die Anlage für Wartungsarbeiten stillegen und nahm den Betrieb Ende November wieder auf. Ende 2024 betrug der Wert des Erdölfonds 18,27 Milliarden US-Dollar.